# Uzzi Baram
Uzzi Baram (hebr. עוזי ברעם, ur. 6 kwietnia 1937 w Jerozolimie) – izraelski socjolog, polityk i działacz społeczny, w latach 1992–1996 minister turystyki, w 1995 minister spraw wewnętrznych, w latach 1977–2001 poseł do Knesetu z list Koalicji Pracy i Partii Pracy.

## Życiorys
Urodził się 6 kwietnia 1937 w Jerozolimie, w ówczesnym Brytyjskim Mandacie Palestyny, jako syn Moszego Barama, późniejszego polityka Mapai i Koalicji Pracy – parlamentarzysty w latach 1959–1977 i ministra opieki społecznej oraz pracy w latach siedemdziesiątych.
Służbę wojskową odbywał w Korpusie Pancernym, szkolił także rekrutów z geografii i wiedzy o Izraelu. Ukończył studia z zakresu socjologii i politologii na Uniwersytecie Hebrajskim w Jerozolimie, w czasie których był przewodniczącym związku studentów Podobnie jak ojciec związał się z ruchem socjalistycznym. Po studiach pracował jako socjolog. Był jednym z założycieli oraz pierwszym sekretarzem generalnym młodzieżówki Izraelskiej Partii Pracy – w latach 1966–1970.
W latach 1970–1972 mieszkał w Nowym Jorku, gdzie pracował jako emisariusz nakłaniający żydowskich naukowców do emigracji do Izraela. W latach 1972–1975 był przewodniczącym Departamentu Młodych Światowej Organizacji Syjonistycznej. W latach 1975–1981 był przewodniczącym Partii Pracy w regionie jerozolimskim.
W wyborach w 1977, w których jego ojciec nie wystartował, został po raz pierwszy wybrany posłem z listy Koalicji Pracy. W dziewiątym Knesecie zasiadał w komisjach: spraw zagranicznych i obrony; budownictwa; spraw wewnętrznych i środowiska oraz absorpcji imigrantów. Był także członkiem podkomisji ds. emigrantów powracających do Izraela.
W 1981 i w 1984 ponownie dostawał się do parlamentu, a w Knesetach dziesiątej i jedenastej kadencji przewodniczył komisji absorpcji imigrantów oraz zasiadał w komisji spraw zagranicznych i obrony. W latach 1984–1988 był sekretarzem generalnym Partii Pracy. W wyborach w 1988 po raz czwarty zdobył mandat poselski, a w dwunastym Knesecie zasiadał w komisjach budownictwa; spraw zagranicznych i obrony; absorpcji imigrantów oraz interpretacji.
W wyborach parlamentarnych w 1992 Partia Pracy wystąpiła pod własnym szyldem. Baram ponownie został posłem, a w utworzonym 13 lipca przez Icchaka Rabina dwudziestym piątym rządzie objął pieczę nad Ministerstwem Turystyki, zastępując na stanowisku Gidona Patta.  27 lutego 1995 zastąpił premiera na stanowisku minister spraw wewnętrznych. Resortem tym kierował przez nieco ponad trzy miesiące, do 7 czerwca, a jego następcą został Dawid Liba’i. Po śmierci Rabina i utworzeniu nowego rządu przez Szimona Peresa pozostał na stanowisku ministra turystyki aż do końca kadencji trzynastego Knesetu – 18 czerwca 1996. Jego następcą w resorcie został późniejszy prezydent Mosze Kacaw.
Po reelekcji w wyborach w 1996 powrócił do pracy parlamentarnej. W Knesecie czternastej kadencji zasiadał w komisjach spraw zagranicznych i obrony oraz komisji mianującej sędziów rabinicznych. Z ramienia Knesetu był także obserwatorem w Radzie Europy. W 1999 po raz siódmy dostał się do parlamentu z tworzonej przez Partię Pracy listy Jeden Izrael. W piętnastym Knesecie po raz kolejny zasiadł w komisji spraw zagranicznych i obrony, zasiadał także w komisji konstytucyjnej, prawa i sprawiedliwości, w komisjach wspólnych: budżetu obronnego oraz prawa dotyczącego podsłuchów, a także komisji śledczej ds. przemocy w sporcie. 15 lutego 2001 zrezygnował z zasiadania w parlamencie, zastąpił go Efi Oszaja.
W czasie swojej kariery politycznej był także członkiem centralnego komitetu i biura Partii Pracy.
Jest autorem licznych publikacji w izraelskiej prasie na tematy związane ze sprawami zagranicznymi, syjonizmem oraz polityką. Posługuje się językami arabskim i angielskim.